# Robert Trenner
Robert Trenner (* 20. Januar 1973) ist ein ehemaliger deutscher Fußballspieler.

## Karriere
Trenner absolvierte in der Bundesliga ein Spiel für die SG Wattenscheid 09. In der Saison 1990/91 spielte er am 34. und letzten Spieltag beim Heimspiel gegen den 1. FC Nürnberg. Trenner wurde in der 52. Spielminute für Uwe Tschiskale eingewechselt, es stand 0:1, was gleichzeitig das Endergebnis war.